# St. Jakob (Bamberg)

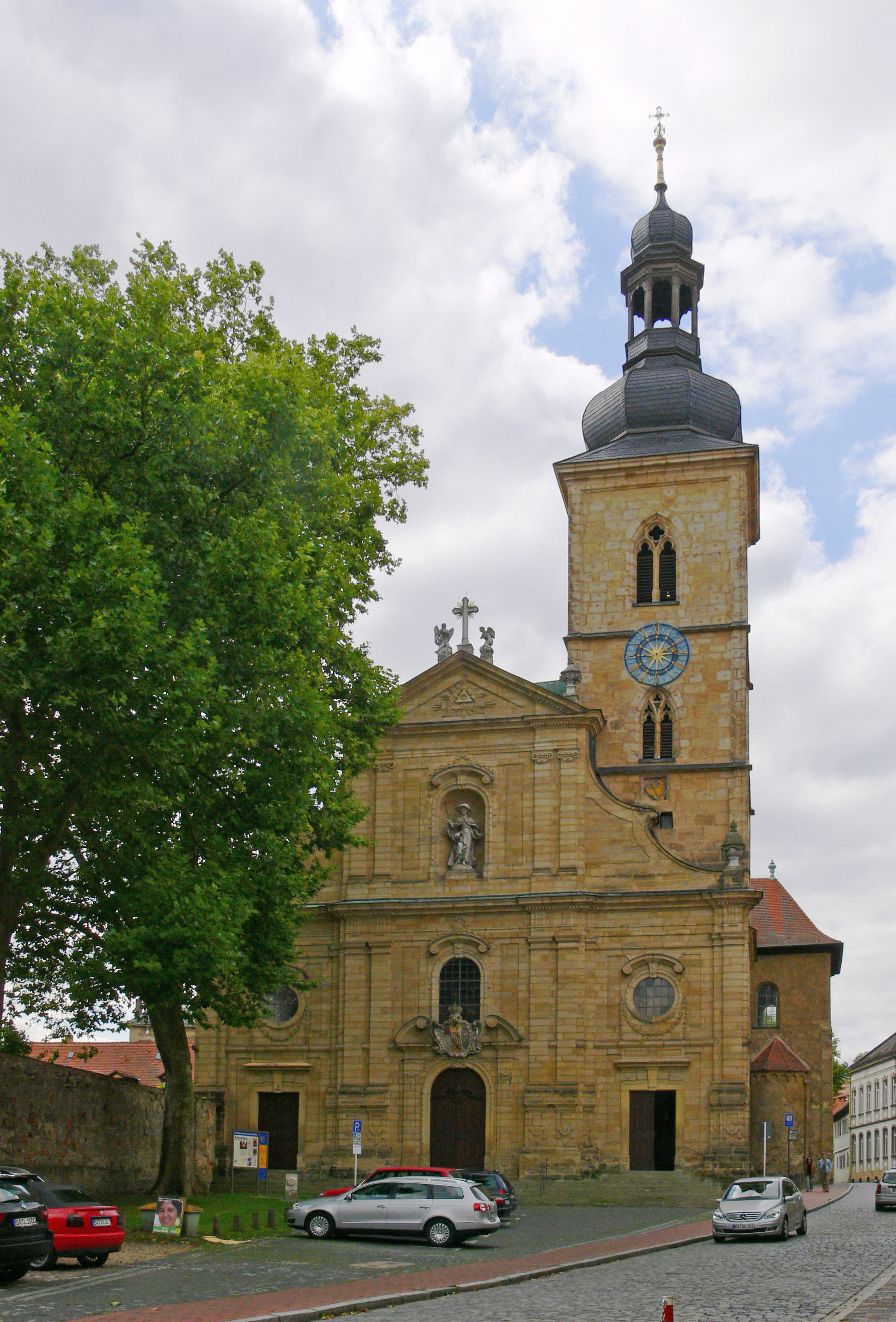
St. Jakob in Bamberg

St. Jakob ist eine der im Kern ältesten Kirchen Bambergs und liegt nur wenige Meter oberhalb des Dombergs auf dem Jakobsberg, einem der sieben Hügel Bambergs.

## Architektur

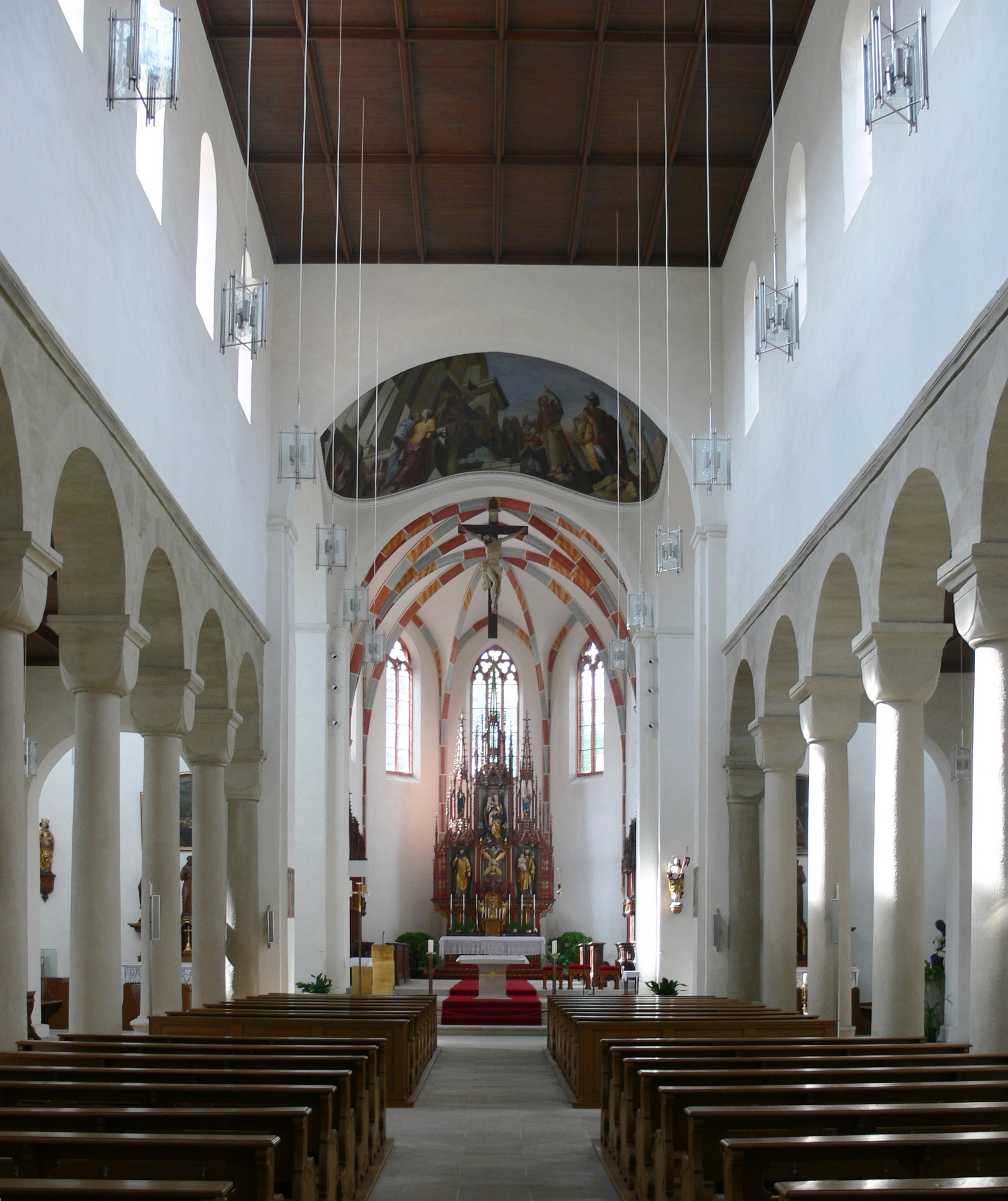
Innenraum (Blick zum Chor)

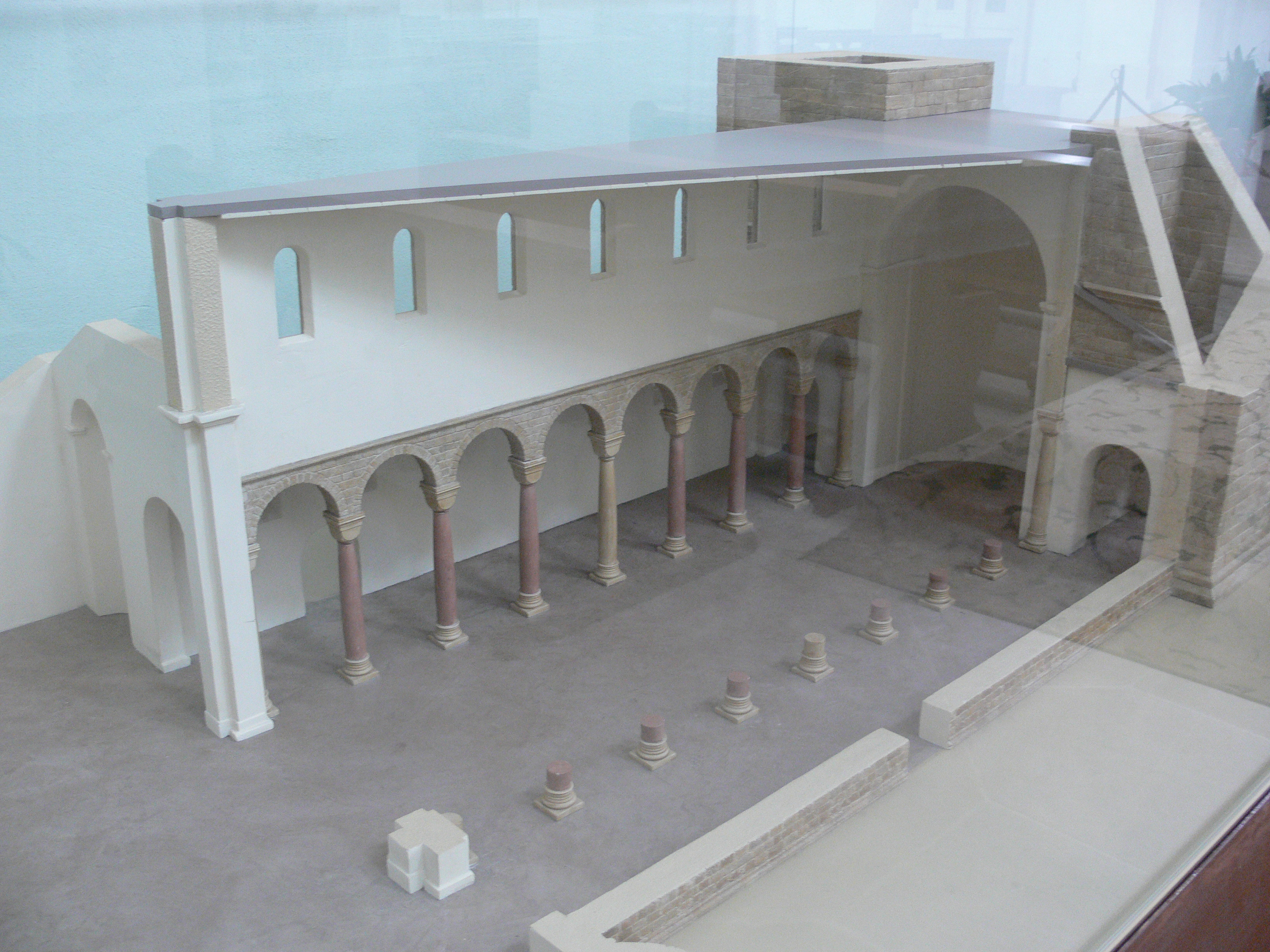
Architekturmodell

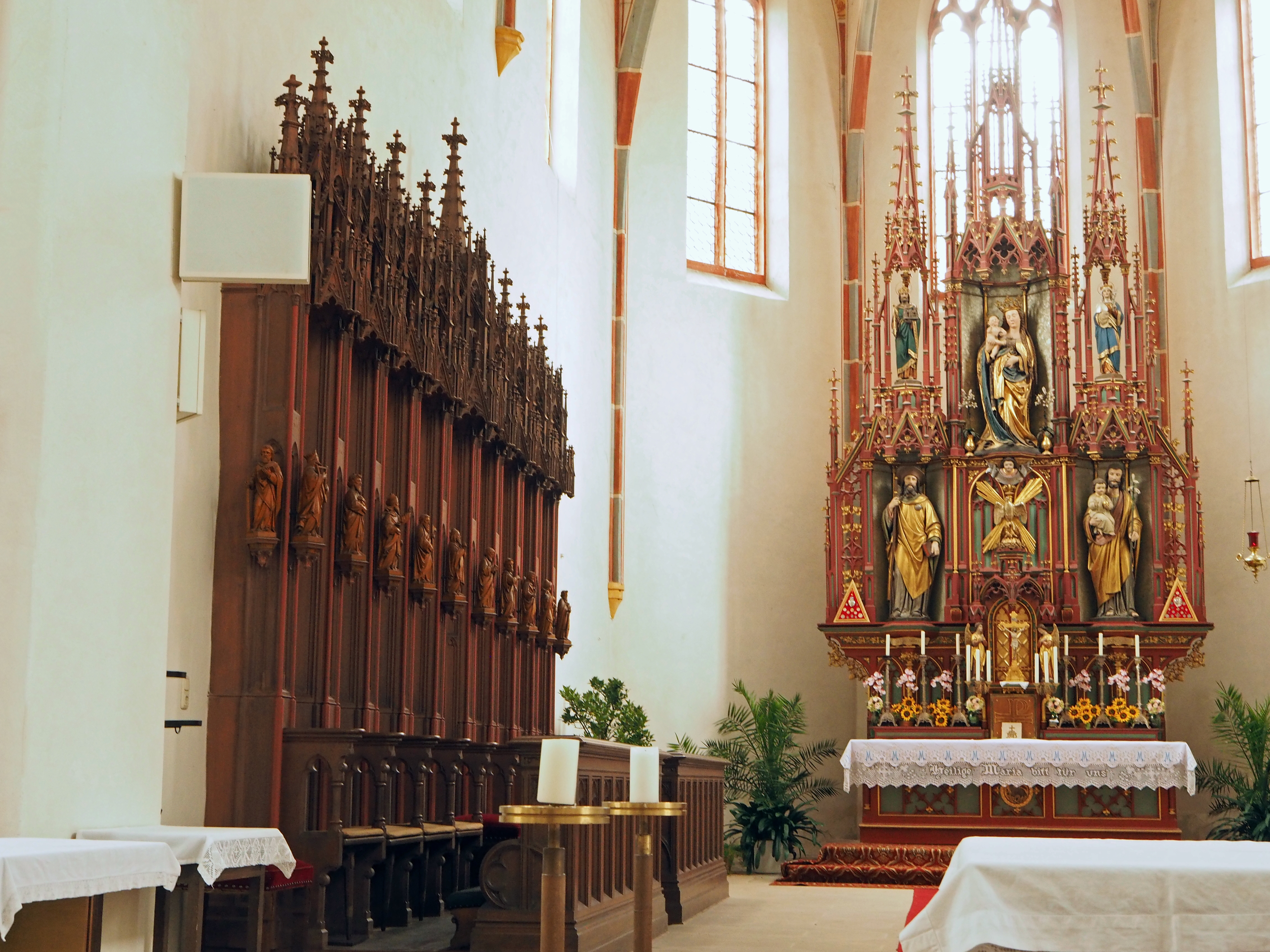
Altar und Chorgestühl

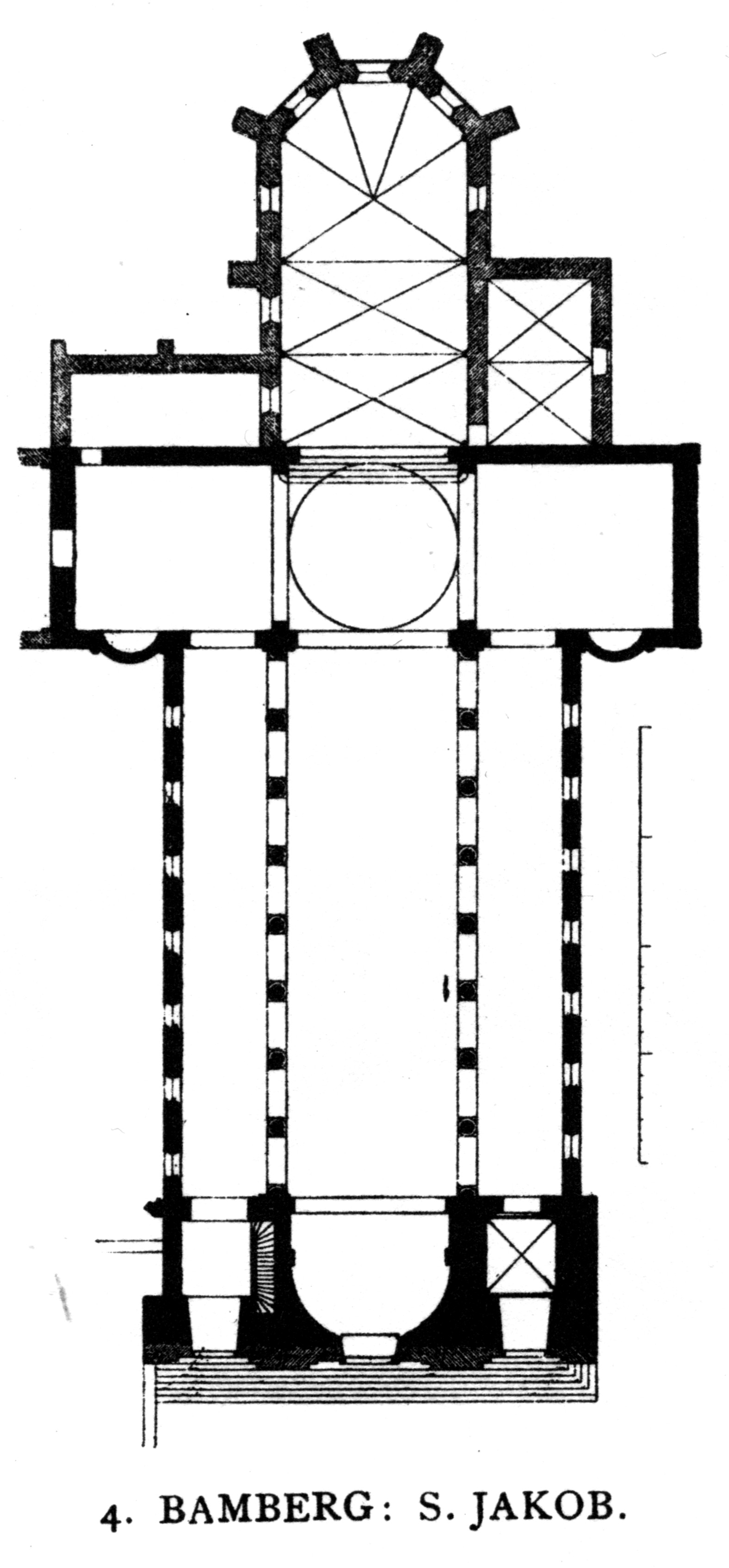
Grundriss nach Dehio

Die Jakobskirche stammt aus dem Hochmittelalter, ist nur wenig jünger als der Bamberger Dom und gibt heute einen Eindruck, wie der Dom ursprünglich innen ausgesehen haben kann. Sie ist eine flach gedeckte, doppelchörige, kreuzförmige Säulenbasilika, die nach dem Vorbild des Doms das Querschiff im Westen hat.

## Geschichte
Die Jakobskirche wurde im Jahr 1073 unter Bischof Hermann begonnen und 1109 durch Bischof Otto vollendet. Der westliche der beiden Chöre wurde im 15. Jahrhundert gotisch erneuert, die östliche Apsis 1771 unter Bischof Adam Friedrich von Seinsheim durch eine Barockfassade maskiert. Zugleich wurde der südliche halbfertige Turm abgebrochen und der nördliche mit einem Zwiebelhelm bekrönt. Ein Wappen aus dem 13. Jahrhundert ist das älteste Beispiel des von dem Bamberger „Stadtritter“ geführten Wappenschildes.
Die Krypta unter dem Westchor wurde bei der ersten Restaurierung im Jahr 1706 zugeschüttet. Die Krypta des Ostchores verschwand bei der zweiten Restaurierung im Jahr 1771. Aus jener Zeit stammt das Freskogemälde über der Vierung mit Szenen aus dem Leben des heiligen Jakobus.
Von 1866 bis 1882 wurde die Kirche reromanisiert. Nach einer sorgfältigen Restaurierung in den 1990er-Jahren ist sie heute die einzige fast vollständig romanische Kirche der Stadt.

### Stift St. Jakob
Das Stift St. Jakob erreichte als eigenständiges Kollegiatstift im 12. Jahrhundert seine Blüte und brachte eine Reihe bekannter Personen hervor. Der Kanoniker Heimo von Sankt Jakob († 1139) schrieb eine Weltchronik über das Heilswirken Gottes von der Schöpfung bis zu seiner Zeit und ein um 1315 als Propst des Stifts und Verfasser eines Regimen sanitatis (abgeschlossen in Avignon 1317) tätiger Arnold war Leibarzt des bayerischen Pfalzgrafen Rudolf. Ab 1463 war das Stift dem Domdechanten unterstellt. Am 21. Juni 1798 wurde Johann Michael Vogt (1729–1803) zum letzten Stiftsdechanten gewählt. Das Stift St. Jakob wurde 1803 im Zuge der Säkularisation aufgelöst, die marianischen Sodalen retteten die Gebäude vor dem Abbruch. 1852 stellte die Marianische Sodalität zu St. Jakob in Bamberg den Franziskanern der Bayerischen Franziskanerprovinz die Kirche zur Nutzung zur Verfügung, die Franziskaner blieben bis zum 7. September 1981. Der Kloster- und Seminarkomplex wird seitdem von der Erzdiözese Bamberg, die Kirche St. Jakob von der Marianischen Herren- und Bürgersodalität zu St. Jakob und der Dompfarrei St. Peter und Georg für gottesdienstliche Zwecke genutzt. Eigentümer ist die Marianische Herren- und Bürgersodalität zu St. Jakob in Bamberg mit ca. 320 Mitgliedern.

## Orgeln

### Hauptorgel

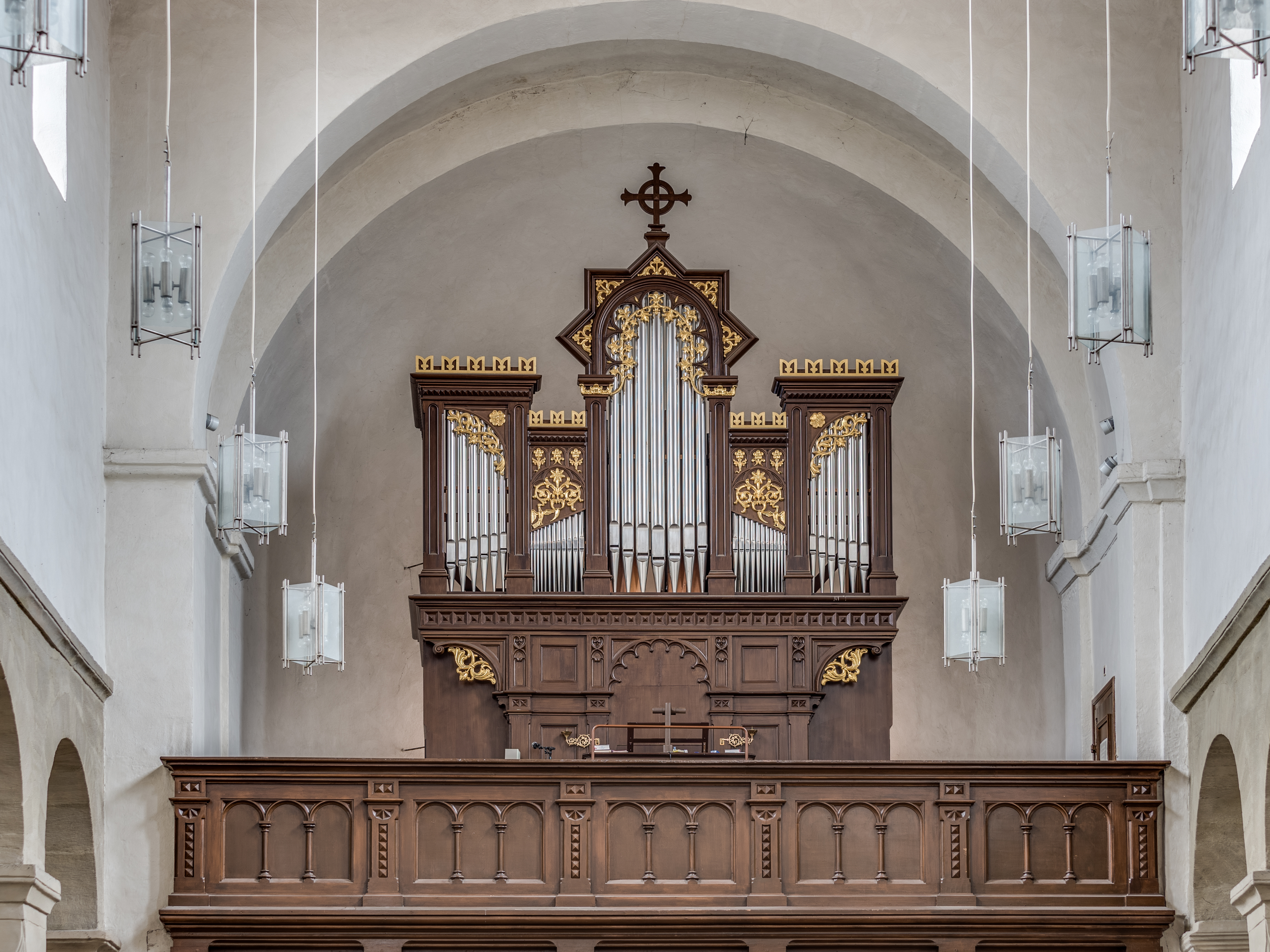
Steinmeyer-Orgel von 1894

Die Orgelbaufirma G. F. Steinmeyer & Co., Oettingen, errichtete 1894 als Opus 505 die derzeitige Orgel. Vorgängerinstrumente sind 1847 von Johann Baptist Bischof und 1865 von Joseph Wiedemann belegt. Sie wurde 1992/1993 durch Orgelbaumeister Thomas Eichfelder, Bamberg, in ihren Originalzustand zurückgeführt, nachdem sie im Laufe ihrer Geschichte mehreren Eingriffen und Umbauten ausgesetzt war (Pfeifenausbau im Zuge der Weltkriege, Umintonationen, Zubau eines Schwellkastens für das zweite Manual). Ulrich Theißen dokumentiert folgende Disposition, bestehend aus 17 Labialstimmen, verteilt auf zwei Manuale und Pedal:
| I Manual C–f3  |       |
| Bourdon (ab G) | 16′   |
| Principal      | 8′    |
| Viola di Gamba | 8′    |
| Gedeckt        | 8′    |
| Flöte          | 8′    |
| Octav          | 4′    |
| Flöte          | 4′    |
| Mixtur III     | 2 ⁄3′ |

| II Manual C–f3         |    |
| Geigenprincipal        | 8′ |
| Salicional             | 8′ |
| Aeoline                | 8′ |
| Liebich [sic!] Gedeckt | 8′ |
| Dulcian                | 4′ |

| Pedal C–d1  |     |
| Violonbass  | 16′ |
| Subbass     | 16′ |
| Octavbass   | 8′  |
| Violoncello | 8′  |

- Koppeln: II/I, I/P, II/P
- Spielhilfen: 3 feste Kombinationen (p, mf, Tutti)

### Kupferberger Positiv

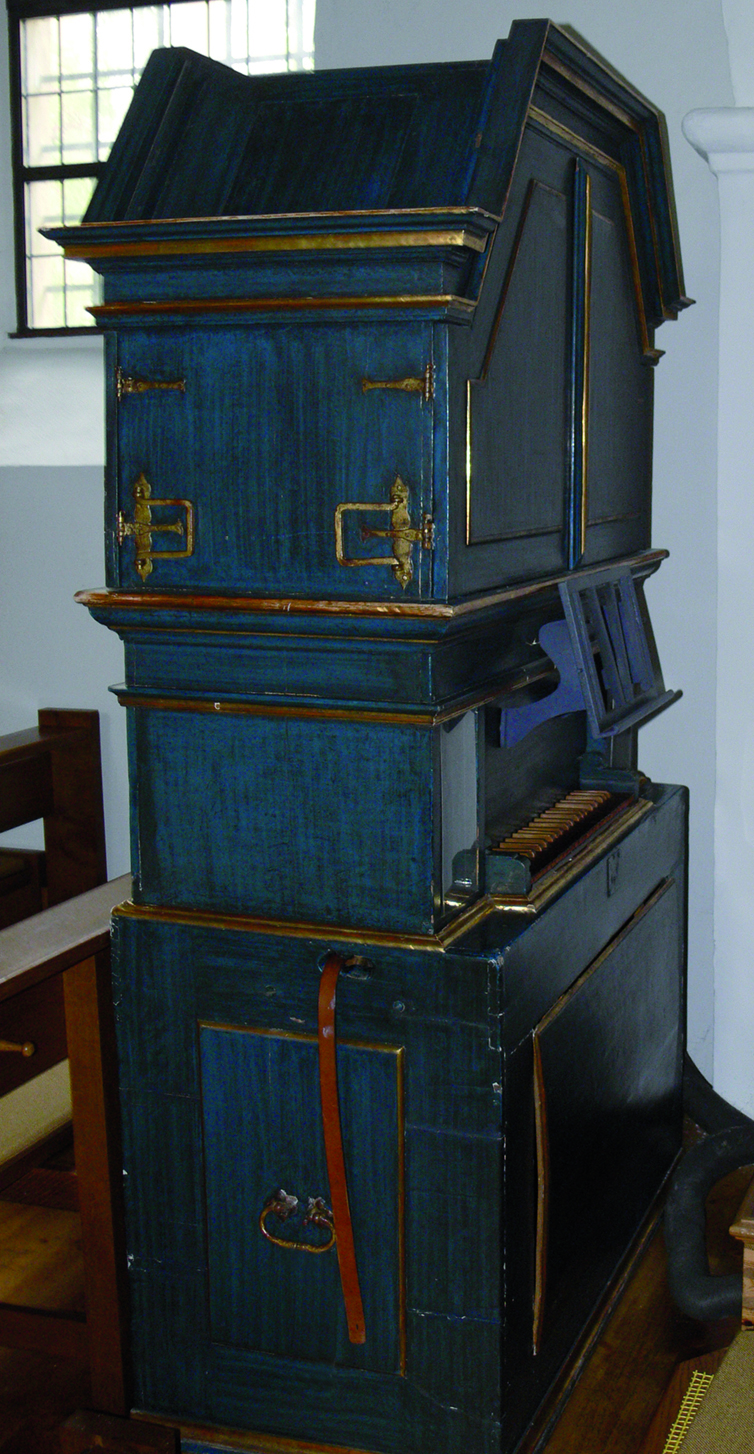
Kupferberger Positiv (geschlossen)

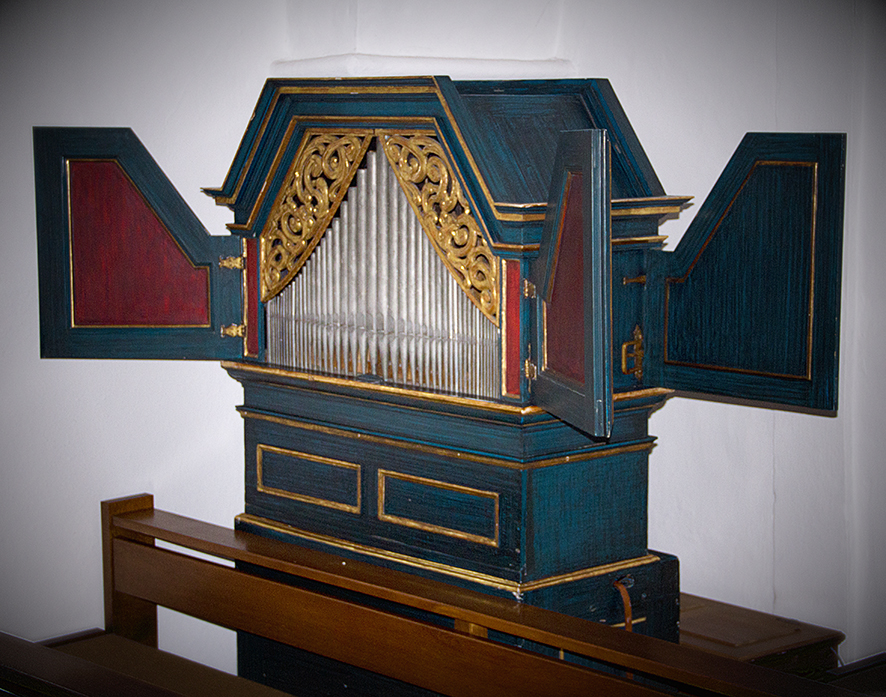
Kupferberger Positiv (geöffnet)

Seit etlichen Jahren steht in der St. Josefskapelle (Werktagskapelle) als Dauerleihgabe des Diözesanmuseums Bamberg das „Kupferberger Positiv“. Dessen Name beruht darauf, dass es ursprünglich für die Hospitalkirche zum Hl. Geist und zur Hl. Katharina in Kupferberg gefertigt worden und dort bis Ende der 1960er Jahre beheimatet gewesen ist. Bisweilen wurde es auch zu Prozessionen durch die Straßen der Stadt getragen. 1968 wurde es in nahezu unspielbarem Zustand an das Diözesanmuseum Bamberg verkauft und in dessen Auftrag von Orgelbaumeister Erich Stellmacher, Nürnberg, restauriert.
Das „Kupferberger Positiv“ ist als Schrankpositiv gefertigt und stammt aus dem Ende des 17. Jahrhunderts. Der Erbauer ist nicht bekannt, es wird aber Matthias Tretzscher beziehungsweise seiner Schule zugeordnet. Es hat einen trapezförmigen Vorder- und Rückprospekt, jeweils mit Türen verschließbar. Die Windversorgung erfolgt über zwei übereinanderliegende Keilbälge, die im Unterkasten untergebracht sind. Ursprünglich wurden sie per Hand mit Hilfe von Lederstrippen aufgezogen. Seit 1981 übernimmt diese Aufgabe ein elektrisches Gebläse. Rechts und links des Manuals (Obertasten: Elfenbein, Untertasten: Buchsbaum) befinden sich je vier übereinander angeordnete Registerzüge.
Disposition:
| I Manual C–c3   |    |
| Holzgedackt     | 8′ |
| Flöte           | 4′ |
| Quinte          | 3′ |
| Prinzipal       | 2′ |
| Octav           | 1′ |
| Regal           | 8′ |
| Tremulant       |    |
| Zimbelglöckchen |    |

## Glocken
Im Nordturm hängen fünf Glocken. Die beiden großen aus dem 14. Jahrhundert wurden von demselben anonymen Meister gegossen, der auch die Feuerglocke in St. Lorenz zu Nürnberg schuf. Sie blieben wegen ihrer ausgezeichneten Zier und Gestaltung von den Ablieferungen beider Weltkriege verschont. Die Franziskusglocke ersetzte die Johannesglocke von 1716. Diese lag mit ihrem Schlagton g1 +3 nah an dem der Marienglocke (Glocke 2) und gelangte  in die Wallfahrtskirche Marienweiher. Damit wurde der historische Bestand geteilt.
| Nr. | Name       | Gussjahr | Gießer                             | Durchmesser (mm) | Masse (kg) | Schlagton (HT-1/16) |
| 1   | Jacobus    | 14. Jh.  | Meister der Nürnberger Feuerglocke | 1365             | ≈2000      | e1 +8               |
| 2   | Maria      | 14. Jh.  | Meister der Nürnberger Feuerglocke | 1200             | ≈1500      | fis1 +13            |
| 3   | Franziskus | 1956     | Friedrich Wilhelm Schilling        | 980              | ≈650       | gis1 +12            |
| 4   | Chorglocke | 1718     | Johann Conrad Roth                 | 653              | ≈150       | dis2 +6             |
| 5   | Messglocke | 1540     | Nürnberger Werkstatt               | 557              | ≈140       | g2 +3               |

## Zitat
In ihrem Bamberg-Reiseführer aus dem Jahr 1912 schrieben Schneider und Ament über den Bamberger Jakobsberg und seine Umgebung:

„Durch die Storchsgasse wandern wir dem Jakobsberg zu, dem Gebiet der ehemaligen Immunität St. Jakob. Hier nimmt die romanische Säulenbasilika der St. Jakobskirche, ehedem Kirche der Kollegiatherren, jetzt Eigentum der „Marianischen Bürgersodalität“, unsere volle Aufmerksamkeit in Anspruch. Die kleine Akazienallee vor der Kirche, im Volksmund Franzosenallee genannt, wurde von einem kriegsgefangenen französischen Unteroffizier 1871 im Auftrag des Franziskanerklosters gepflanzt. Dieses liegt der Kirche gegenüber. Gegen Süden fällt der Jakobsberg sehr steil zur Sutte ab, einer tief eingesenkten Straße, die vor 1840 beständig stehendes Wasser hatte.“

Zur Architektur äußern sie sich folgendermaßen:

„Im Äußeren charakterisieren die Kirche als romanischen Bau außer den Rundbogenfenstern nur noch zwei kleine Apsiden an der Ostwand des Querschiffes mit sehr schlichten Bogenfriesen; im Innern aber mag man sich des Anblicks einer rein romanischen Basilika, ihrer feinen Raumverhältnisse und ihrer lichten Schönheit erfreuen. Acht Säulenarkaden tragen das Langschiff; die Basen der größtenteils aus einem Stück roten Sandsteins gehauenen Säulenschäfte sind steil und ohne Eckblatt, die Würfelkapitäle von einer zweigliedrigen Platte bedeckt.“